# ارنست هاینکل
ارنست هاینکل (انگلیسی: Ernst Heinkel; ۲۴ ژانویهٔ ۱۸۸۸ – ۳۰ ژانویهٔ ۱۹۵۸) مهندس اهل آلمان نازی و عضو حزب ناسیونال‌سوسیالیست کارگران آلمان بود. شرکت وی هاینکل هواپیمای هاینکل ۱۷۸ را که اولین هواپیمای توربوجت بود ساخت. هاینکل در سال ۱۹۳۸ جایزه ملی دانش و هنر آلمان را دریافت کرد.